# Горе невинным (фильм)
«Горе невинным» (другие названия: «Доказательство невиновности», «Испытание невиновностью») — кинофильм. Экранизация одноимённого произведения Агаты Кристи.

## Сюжет
Джеко Аргайл был обвинён в том, что убил свою приёмную мать. Он не сумел доказать своё алиби и был повешен. На самом деле он был невиновен, так как в момент убийства его на своей машине подвозил палеонтолог Артур Калгари. Однако это факт всплыл лишь спустя 2 года после казни.
Узнав о случившимся, доктор Калгари начинает собственное расследование с целью доказать невиновность Джеко. Никто из членов семьи Аргайл не хочет копаться в этом деле, повешение Джеко всех устроило. Джеко был неприятной личностью. Он был бабником и занимался мошенничеством, но тем не менее не был убийцей. 
Никто не может понять, почему эта ситуация так беспокоит доктора Калгари. Сам же доктор аккуратно ведёт расследование, несмотря на то что свидетелей по этому делу начинают убивать одного за другим. В итоге он всё-таки находит настоящего убийцу. Однако итог расследования оказался очень неожиданным. И хотя справедливость восстановлена, семья Аргайл обвиняет доктора Калгари во всех смертях, которое повлекло его расследование. Уходя, Артур Калгари задумывается о том, что наверное лучше было не лезть в эту историю.

## В ролях
- Дональд Сазерленд — Артур Калгари
- Фэй Данауэй — Рэйчел Аргайл
- Кристофер Пламмер — Лео Аргайл
- Майкл Малони — Микки Аргайл
- Сара Майлз — Мэри Дюран
- Иэн Макшейн — Филип Дюран
- Фиби Николлс[англ.] — Тина Аргайл

## Съёмочная группа
- Режиссёр: Десмонд Дэвис
- Продюсер: Дженни Крэвен, Йорам Глобус, Менахем Голан
- Сценарист: Агата Кристи (книга), Александр Стюарт
- Композитор: Дейв Брубек
- Оператор: Билли Уильямс